# Esther Ijewere-Kalejaiye
Esther Ijewere-Kalejaiye là một tác giả người Nigeria, người ủng hộ, nhà hoạt động vì quyền của phụ nữ và trẻ em gái và là một chuyên mục cho The Guardian.

## Tiểu sử
Tốt nghiệp ngành Xã hội học tại Đại học Olabisi Onabanjo, Ago Iwoye, bang Ogun, Nigeria, Ijewere-Kalejaiye là người sáng lập Rubies Ink Initiative for Women and Children, một tổ chức bao gồm nhiều dự án liên quan đến phụ nữ và trẻ em gái bao gồm cả Walk Against Rape, Women of Rubies, Project Capable, Rubies Ink Media và College Acquaintance Rape Education Workshop. Năm 2013, hoạt động chống lại hiếp dâm của cô đã khiến cô viết cuốn sách Phá vỡ sự im lặng, một cuốn sách thông tin về hãm hiếp và tai họa của nó. Những đóng góp của cô cho xã hội Nigeria đã được một số tổ chức và chính phủ công nhận. Vào ngày 9 tháng 7 năm 2016, cô đã được trao giải thưởng Người trẻ tuổi của năm tại cuộc thi sắc đẹp Hoa hậu Du lịch Nigeria năm 2016. Cô cũng là người nhận giải "Người phụ nữ Kitô giáo trong Giải thưởng Truyền thông" của Wise mà cô đã giành được vào tháng 6 năm 2016. Ijewere-Kalejaiye đã kết hôn với hai đứa con.